# Багаев, Аркадий Васильевич
Аркадий Васильевич Багаев (род. 27 августа 1952, Новосибирск) — советский хоккеист, советский и российский тренер, функционер.

## Биография
Воспитанник новосибирского хоккея. В первенстве СССР играл за «Сибирь» Новосибирск (1970/71 — 1976/77, 1982/83 — 1984/85) и «Динамо» Минск (1977/78 — 1981/82, был капитаном команды). В высшей лиге провёл четыре сезона (1970/71, 1975/76, 1980/81, 1983/84).
После завершения карьеры игрока четыре года отработал в ДЮСШ «Сибири», среди воспитанников Константин Горовиков. С 1989 года — в тренерском штабе «Сибири». С 30 сентября 1995 по 6 января 1996 — исполняющий обязанности главного тренера. С 2000 года — технический администратор команды.